# Чемпионат СССР по тяжёлой атлетике 1981
56-й чемпионат СССР по тяжёлой атлетике прошёл с 12 по 17 мая 1981 года в Новосибирске (РСФСР). В нём приняли участие 138 атлетов, которые были разделены на 10 весовых категорий и соревновались в двоеборье (рывок и толчок).

## Медалисты
| Категория    | Золото                                     | Золото                 | Серебро                                        | Серебро                | Бронза                                           | Бронза                 |
| До 52 кг     | Валентин Полонский Вооружённые Силы Москва | 245 кг (102,5 + 142,5) | Каныбек Осмоналиев «Буревестник» Фрунзе        | 245 кг (110 + 135)     | Александр Сеньшин Вооружённые Силы Ворошиловград | 240 кг (100 + 140)     |
| До 56 кг     | Николай Захаров «Труд» Кемерово            | 275 кг (125 + 150)     | Владимир Захаров «Труд» Кемерово               | 257,5 кг (117,5 + 140) | Руслан Дю Вооружённые Силы Минск                 | 255 кг (115 + 140)     |
| До 60 кг     | Владимир Головко «Динамо» Новосибирск      | 290 кг (122,5 + 167,5) | Виктор Мазин «Енбек» Шахтинск                  | 290 кг (127,5 + 162,5) | Юрий Михлин «Труд» Свердловск                    | 282,5 кг (122,5 + 160) |
| До 67,5 кг   | Авсет Авсетов Вооружённые Силы Москва      | 325 кг (140 + 185)     | Леонид Потапов «Труд» Лысьва                   | 312,5 кг (140 + 172,5) | Сергей Кузнецов «Динамо» Липецк                  | 310 кг (135 + 175)     |
| До 75 кг     | Александр Первий Вооружённые Силы Донецк   | 355 кг (155 + 200)     | Виктор Бугров «Динамо» Целиноград              | 352,5 кг (157,5 + 195) | Юрий Чернышёв «Локомотив» Иловайск               | 345 кг (155 + 190)     |
| До 82,5 кг   | Исраил Арсамаков «Динамо» Грозный          | 375 кг (172,5 + 202,5) | Валерий Талаев «Спартак» Майкоп                | 367,5 кг (167,5 + 200) | Геннадий Чехоев «Динамо» Целиноград              | 357,5 кг (160 + 197,5) |
| До 90 кг     | Юрий Варданян Вооружённые Силы Ленинакан   | 402,5 кг (182,5 + 220) | Юрий Захаревич «Динамо» Димитровград           | 400 кг (180 + 220)     | Геннадий Бессонов «Динамо» Шахты                 | 385 кг (172,5 + 212,5) |
| До 100 кг    | Виктор Соц «Динамо» Донецк                 | 410 кг (182,5 + 227,5) | Геннадий Клименчуков «Авангард» Ворошиловград  | 400 кг (177,5 + 222,5) | Сергей Аракелов «Спартак» Краснодар              | 400 кг (177,5 + 222,5) |
| До 110 кг    | Валерий Кравчук «Буревестник» Кривой Рог   | 415 кг (182,5 + 232,5) | Георгий Манжос Вооружённые Силы Ростов-на-Дону | 407,5 кг (175 + 232,5) | Юрий Чимров «Динамо» Донецк                      | 405 кг (180 + 225)     |
| Свыше 110 кг | Султан Рахманов «Авангард» Днепропетровск  | 440 кг (195 + 245)     | Асланбек Еналдиев «Спартак» Орджоникидзе       | 435 кг (185 + 250)     | Леон Каплун «Спартак» Могилёв                    | 410 кг (185 + 225)     |